# Acanthopterygii
Acanthopterygii é uma superordem da classe Actinopterygii.

## Ordens
- Ordem Mugiliformes
- Ordem Atheriniformes
- Ordem Beloniformes
- Ordem Cetomimiformes
- Ordem Cyprinodontiformes
- Ordem Stephanoberyciformes
- Ordem Beryciformes
- Ordem Zeiformes
- Ordem Gasterosteiformes
- Ordem Synbranchiformes
- Ordem Tetraodontiformes
- Ordem Pleuronectiformes
- Ordem Scorpaeniformes
- Ordem Perciformes